# Emilia av Gaeta
Emilia av Gaeta, född ?, död 1036, var en italiensk adelskvinna, hertiginna av Gaeta mellan före 998 och 1008 som gift med hertig Giovanni III av Gaeta.
Hon var ställföreträdande regent i Gaeta för sin sonson Giovanni V av Gaeta under hans omyndighet mellan 1012 och 1029. 